# Hardinghen
Hardinghen (ndl.: Hardingen) ist eine französische Gemeinde mit 1.245 Einwohnern (Stand: 1. Januar 2022) im Département Pas-de-Calais in der Region Hauts-de-France; sie gehört zum Arrondissement Calais und zum Kanton Calais-2.

## Geografie
Hardinghen liegt im Regionalen Naturpark Caps et Marais d’Opale im Quellbereich des Küstenflusses Slack, etwa 16 Kilometer südlich von Calais und 18 Kilometer nordöstlich von Boulogne-sur-Mer. Umgeben wird Hardinghen von den Nachbargemeinden Fiennes im Norden, Hermelinghen im Osten, Alembon im Südosten, Boursin im Süden sowie Rety im Westen und Südwesten. 

## Bevölkerungsentwicklung
| Jahr                       | 1962 | 1968 | 1975 | 1982 | 1990 | 1999 | 2006 | 2013 | 2022 |
| -------------------------- | ---- | ---- | ---- | ---- | ---- | ---- | ---- | ---- | ---- |
| Einwohner                  | 923  | 1089 | 1084 | 1056 | 1013 | 1008 | 1056 | 1182 | 1245 |
| Quellen: Cassini und INSEE |      |      |      |      |      |      |      |      |      |

## Sehenswürdigkeiten
- Kirche Sainte-Marguerite aus dem 19. Jahrhundert
- ehemalige Klosterkapelle (heute Kinderheim)
- Reste der alten Wallburg (Château de la Motte)
- Schloss Le Colombier aus dem 19. Jahrhundert

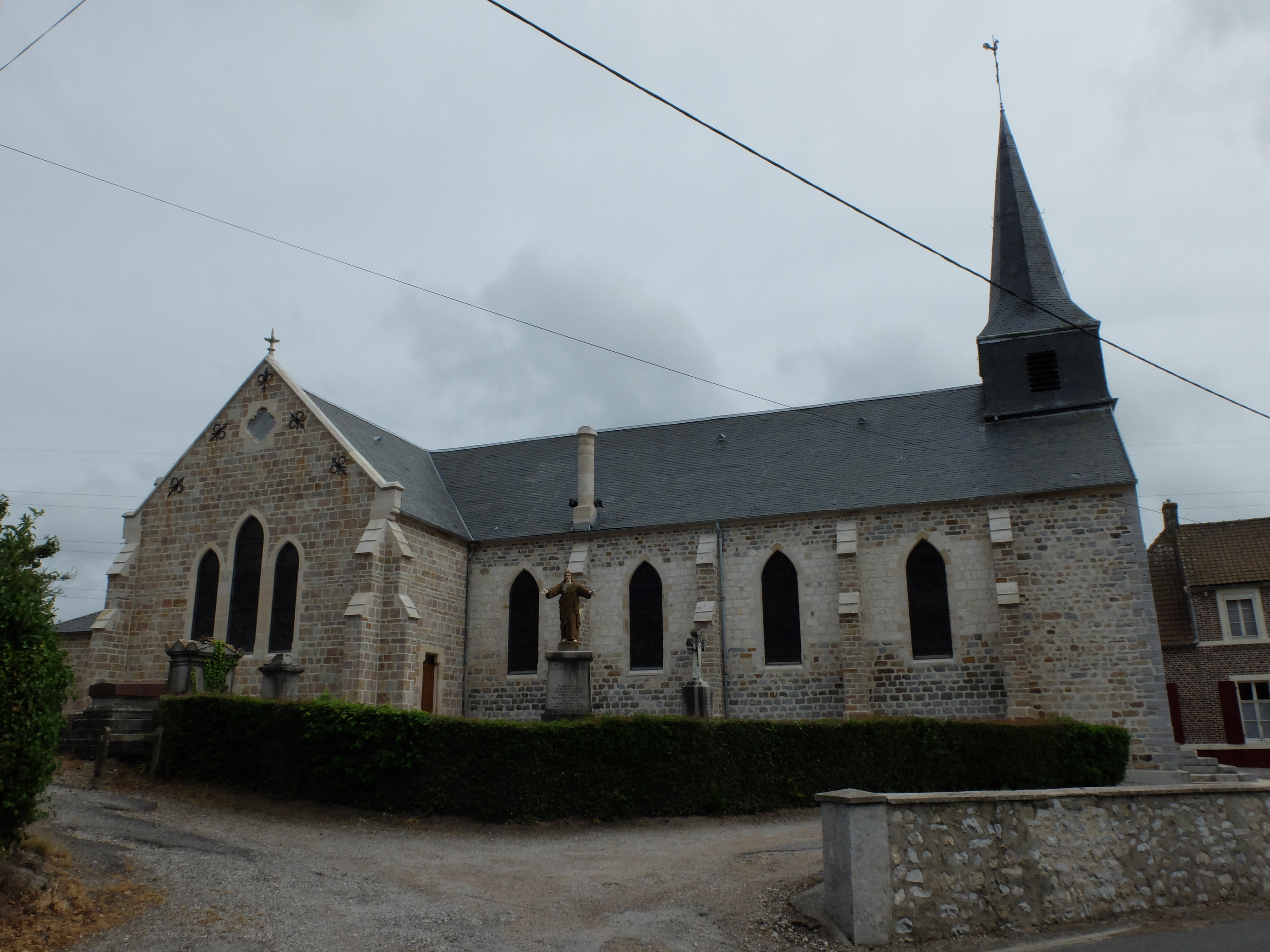
Kirche Sainte-Marguerite
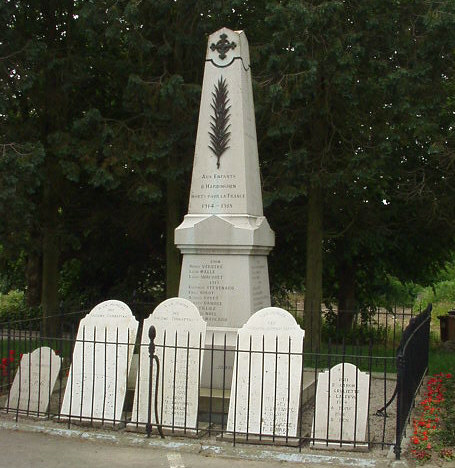
Gefallenendenkmal

## Belege
1. ↑  De Nederlanden in Frankrijk, Jozef van Overstraeten, 1969